# Dead Space: Downfall
 (septembre 2016).
Si vous disposez d'ouvrages ou d'articles de référence ou si vous connaissez des sites web de qualité traitant du thème abordé ici, merci de compléter l'article en donnant les références utiles à sa vérifiabilité et en les liant à la section « Notes et références ».
Pour plus de détails, voir Fiche technique et Distribution.
Dead Space: Downfall est un film d'animation d'horreur américain réalisé par Chuck Patton (en). Il est sorti en DVD et Blu-ray le 28 octobre 2008 et a été diffusé par la chaîne Syfy le 2 décembre 2008.
Le film raconte les prémices de l'infection nécromorphe rencontrée par Isaac Clarke dans le jeu vidéo Dead Space.

## Synopsis
Lors d'une mission de minage illégale sur la planète Aegis VII, le vaisseau brise-surface USG Ishimura est contraint d'abandonner la colonie minière sur la planète, à la suite d'un massacre perpétré par une forme de vie inconnue.
Au début du film, on voit l'héroïne principale, Alissa Vincent, chef de la sécurité du vaisseau, observer des dossiers de cas de démence et de délires présents sur la colonie.
Sur le pont, le capitaine Benjamin Mathius, supervise l'opération d'éclatement de la planète ; cette méthode consiste à extraire une partie de la planète et à l'emporter pour l'exploiter ; cependant, il est très tendu et nerveux. On apprend par la suite que cette opération est interdite, car la planète se situe dans une zone de l'espace qui est interdite d'accès.

## Fiche technique
- Titre : Dead Space: Downfall
- Réalisation : Chuck Patton, Curt Geda (segment) et Vinton Heuck (segment)
- Scénario : Jimmy Palmiotti, Justin Gray d'après la série de jeux vidéo Dead Space
- Musique : Seth Podowitz
- Montage : John Hoyos
- Production : Chuck Beaver, Joe Goyette, Cate Latchford, Glen A. Schofield et Robert Weaver
- Société de production : Electronic Arts et Film Roman Productions
- Pays de production :  États-Unis
- Genre : Animation, horreur et science-fiction
- Durée : 74 minutes
- Dates de sortie : 
  - États-Unis : 28 octobre 2008
  - France : 5 novembre 2008 (DVD)

## Doublage
- Nika Futterman : Alissa Vincent
- Keith Szarabajka : Dr. Kyne
- Jim Cummings : capitaine Mathius / Farum
- Kevin Michael Richardson : Samuel Irons / Pendleton / mineur
- Kelly Hu : Shen
- Bruce Boxleitner : Colin Barrow
- Lia Sargent : Jen Barrow / Walla
- Hal Sparks : Ramirez
- Jeff Bennett : Leggio / Dobbs / Jackson
- Jim Piddock : Chic
- Phil Morris : Hansen / Glenn
- Grey Griffin : Heather / Donna Fawkes
- Maurice LaMarche : White / Bavaro
- Bob Neill : Cartusien / Walla
- David Zyler : Walla
- Kirk Baily : Walla
- Shelly O'Neill : Walla